# Borgo metropolitano di Oldham
Oldham è un borgo metropolitano della Greater Manchester, Inghilterra, Regno Unito, con sede nella località omonima.
Il distretto fu creato con il Local Government Act 1972, il 1º aprile 1974 dalla fusione del precedente borgo di contea di Oldham con i distretti urbani di Chadderton, Crompton, Failsworth e Lees dal Lancashire e il distretto urbano di Saddleworth dal West Riding of Yorkshire.

## Località e parrocchie
|  | 1. Oldham 2. Lees 3. Failsworth 4. Chadderton 5. Royton 6. Shaw and Crompton (parrocchia) 7. Saddleworth (parrocchia) |